# Binance
A Binance Holdings Ltd., a Binance márkanév alatt, egy globális vállalat, amely a kriptovaluták napi kereskedési volumenét tekintve a legnagyobb kriptovaluta-tőzsde a világon. A Binance-t 2017-ben alapította Changpeng Zhao fejlesztő, aki korábban magasfrekvenciás kereskedési szoftvereket fejlesztett. A Binance eredetileg Kínában volt aktív, majd nem sokkal azelőtt költöztette ki központját Kínából, hogy a kínai kormány szabályozást írt elő a kriptovaluta kereskedésre vonatkozóan.
2021-ben Binance ellen az Egyesült Államok Igazságügyi Minisztériuma és az Internal Revenue Service is vizsgálatot indított pénzmosással és adóbűncselekményekkel kapcsolatos vádak miatt. Az Egyesült Királyság Pénzügyi Magatartási Hatósága 2021 júniusában rendelte a Binance-t, hogy hagyjon fel minden szabályozott tevékenységgel az Egyesült Királyságban. Ugyanebben az évben a Binance ügyféladatokat osztott meg az orosz kormánnyal, beleértve neveket és lakcímeket.

## Története

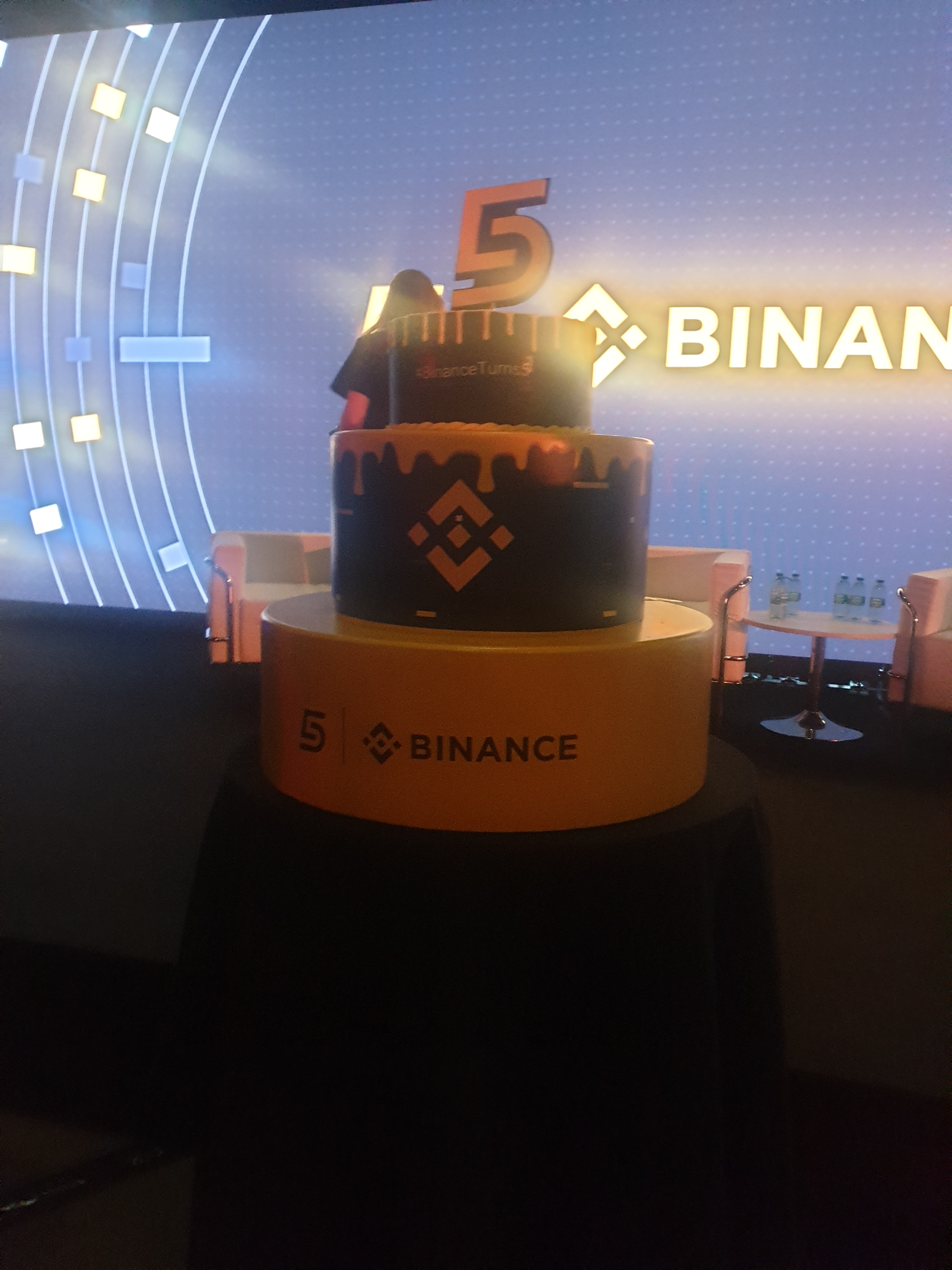
5 éves születésnapi Binance torta Párizsban 2022 júliusában

### 2013–2017: cégalapítás és kiköltözés Kínából
Changpeng Zhao vezérigazgató 2005-ben Sanghajban alapította a Fusion Systemst, ami magasfrekvenciás kereskedési rendszereket épített tőzsdeügynökök számára. 2013-ban csatlakozott a Blockchain.info-hoz, a kriptovaluta pénztárca csapatának harmadik tagjaként. Kevesebb mint egy évig az OKCoinnál is dolgozott technológiai igazgatóként, amely fiatpénz és digitális eszközök közötti azonnali (spot) kereskedési platform. 2014-ben Yi He vette fel a pozícióra, akivel közösen néhány évvel később megalapította a Binance-t.
A vállalatot 2017-ben alapították Kínában, de szervereit és központját kiköltöztette az országból még mielőtt a kínai kormány 2017 szeptemberében betiltotta a kriptovaluta kereskedést. Zhao ekkor kérte fel He-t, hogy csatlakozzon a Binance-hez, aki segített átírni a fehér könyv egyes részeit a Binance 15 millió dolláros kezdeti érmekibocsátásához (ICO).

### 2018–2019: stabilcoin indítás és hack
2018 januárjában a Binance volt a legnagyobb kriptovaluta tőzsde 1,3 milliárd dolláros piaci kapitalizációjával. A titulust még 2021 áprilisában is tartotta, annak ellenére, hogy egyre erősebb versenykörnyezetben találta magát, többek között Coinbase által.
2018 márciusában a Binance bejelentette, hogy a japán és kínai szigorúbb szabályozást követően Máltán kíván irodát nyitni. 2018 áprilisában Binance egyetértési nyilatkozatot írt alá Bermuda kormányával. Hónapokkal később hasonló memorandumot írtak alá a Máltai Értéktőzsdével egy értékpapír-token kereskedési platform kifejlesztésére. 2019-ben a vállalat bejelentette a Binance Jerseyt, amely az anyavállalatától, a Binance.com tőzsdétől független entitás, azzal a céllal, hogy tovább bővítse európai befolyását. A Jersey-i tőzsde fiat-kriptovaluta párokat kínál, beleértve eurót és angol fontot.
2018 áprilisában a Binance elindította a Binance Charity Foundation jótékonysági alapítványt. A jótékonysági szervezet célja, hogy támogassa a blokklánc-alapú jótékonykodást, a harmadik világ országaira összpontosítva.
2018 júniusában a Binance és három másik cég 65 millió dollárt gyűjtött össze a Chiliz sportblokklánc-cégnek.
2018 júliusában a Binance meg nem nevezett összegért felvásárolta a Trust Walletet, egy decentralizált kriptovaluta pénztárcát. A Binance közleménye szerint az ellenértékét készpénzből, Binance részvényekből és BNB token egy részéből fizették ki.
2018 augusztusában a Binance három másik nagy tőzsdével együtt 32 millió dollárt gyűjtött egy stabilcoin projekthez. A stabilcoinok ötlete az, hogy kriptovalutaként funkcionáljanak a Bitcoin és más népszerű digitális eszközök hírhedt volatilitása nélkül.
2019 januárjában a Binance bejelentette, hogy partnerséget kötött az izraeli székhelyű Simplex fizetésfeldolgozóval, hogy lehetővé tegye a kriptovaluta vásárlást betéti és hitelkártyákkal, beleértve a Visa és Mastercard kártyákat is. A vásárlásokra a Simplex helyi banki szabályzatai vonatkoznak, és bitcoin, ether, litecoin és a Ripple cég XRP vásárlására korlátozódott az ajánlat.
2019. május 7-én a Binance felfedte, hogy „nagyszabású biztonsági támadás” áldozata lett, amelynek során hackerek 7000 Bitcoint loptak el körülbelül 40 millió dollár értékben. Changpeng Zhao, a Binance vezérigazgatója kijelentette, hogy a hackerek "különféle technikákat alkalmaztak, beleértve adathalászatot, vírusokat és egyéb támadásokat", és tranzakcióikat "úgy strukturálták, hogy azok átmentek a meglévő biztonsági ellenőrzéseinken". A Binance leállította a kiutalásokat és befizetéseket, de tovább engedélyezte a kereskedés folytatását. A platform ígéretet tett arra, hogy a "Secure Asset Fund for Users (SAFU)" révén megtéríti az ügyfelek kárát. A pénzkiutalások május 19-én indultak újra.
2019 szeptemberében a tőzsde állandó határidős kontraktusokat kezdett kínálni, amelyek akár a kontraktusok értékének 125-szörösét is lehetővé teszik tőkeáttételesen. 2019 novemberében a Binance bejelentette, hogy felvásárolja indiai bitcointőzsdét, a WazirX-et, ami 2022 augusztusában kérdésessé vált, amikor a Binance alapítója, Zhao azt állította, hogy az ügyletet soha nem írták alá.

### 2020–2023: felvásárlások és beruházások
2020. február 21-én a Máltai Pénzügyi Szolgáltatások Hatósága (MFSA) nyilvános közleményt adott ki, amelyben reagált azokra a médiajelentésekre, amelyek a Binance-t „máltai székhelyű” kriptovaluta társaságként említik. A nyilatkozat megjegyzi, hogy a Binance "nem kapott felhatalmazást az MFSA-tól a területén történő működésre, és ezért nem tartozik az MFSA szabályozási felügyelete alá". Az MFSA hozzátette, hogy "felméri, hogy a Binance végez-e olyan tevékenységet Máltán, amely esetleg nem tartozik a szabályozási felügyelet hatálya alá".
2020. április 2-án a Binance hivatalosan is megerősítette, hogy felvásárolta a CoinMarketCap kriptovaluta árfolyamindex oldalt. A sajtóközlemény szerint az oldal továbbra is a Binance-tól függetlenül működik. A felvásárlási ár meg nem erősített források szerint mintegy 400 millió dollár lehetett. A CoinMarketCap a kriptovaluta befektetők kedvelt árindex oldala.
2020 júliusában a Binance bejelentette, hogy „stratégiai partnerséget” köt egy kínai állami vállalattal az Állami Tanács Állami Tulajdonú Eszközök Felügyeleti és Igazgatási Bizottsága alatt, és hogy a Binance csatlakozott egy csoporthoz, amely „célja az Egy Övezet Egy Út kezdeményezés” elősegítése.
2020. október 28-án a Forbes munkatársai olyan kiszivárgott dokumentumokat tettek közzé, amelyek azt indukálják, hogy Binance és Changpeng Zhao olyan bonyolult vállalati struktúrát hoztak létre, amelynek célja az Egyesült Államok szabályozóinak szándékos megtévesztése és az országban székelő kriptovaluta befektetőkből történő haszonszerzés. A Binance hivatalosan letiltja a hozzáférést az Egyesült Államokban található IP-címekről, de "a potenciális ügyfeleket megtanítják, hogyan kerüljék el a földrajzi korlátozásokat" - állította a Forbes.
2021 májusában arról számoltak be, hogy Binance ellen mind az Internal Revenue Service, mind az Egyesült Államok Igazságügyi Minisztériuma vizsgálatot indított pénzmosással és adóbűncselekményekkel kapcsolatos vádak miatt.
2022 februárjában a Binance 200 millió dolláros részesedést szerzett a Forbes-ban. Nem világos, hogy ez a beruházás befejeződött-e valaha. 2022 májusában a Forbes Global Media Holdings leállította a tőzsdére lépési terveit a Magnum Opus Acquisition Ltd.-vel, a hongkongi székhelyű speciális felvásárlási társasággal. Zhao elmondta, hogy a terv "kicsit megváltozott, de úgy gondolom, hogy ez még mindig téma tárgya". 2023 februárjában Zhao tweetelte csalódottságát amiatt, hogy a Forbes "továbbra is alaptalan cikkeket ír" a Binance-ről.
2022 márciusában, Ukrajna 2022-es orosz inváziója közepette, a Binance vezérigazgatója, Changpeng Zhao "pénzügyi szabadságra" hivatkozva megtagadta az orosz felhasználók letiltását. Binance később tompította ellenkezését a letiltással kapcsolatban, de az üzletpolitika maradt. A Binance 10 millió dollárt adományozott ukrajnai humanitárius szükségletekre.
2022 áprilisában a Reuters írta, hogy a Binance megosztotta a bebörtönzött orosz politikus Alekszej Navalnij csoportja által gyűjtött kriptovalukról rendelkezésre álló információkat a Szövetségi Pénzügyi Felügyelettel. 
2023 márciusában azonban a tőzsde megtiltotta az orosz lakosoknak, hogy eurót és dollárt vásároljanak a p2p szolgáltatásán keresztül. Az európai felhasználók egyben elvesztették a rubelvásárlás lehetőségét.
2022. május 27-én a Binance bejelentette jogi személyének bejegyzését Olaszországban, és tervezi irodák megnyitását és a helyi csapat bővítését. Changpeng Zhao vezérigazgató a Binance francia piacszabályozó hatóságnál történő regisztrációjával kapcsolatos információkat is megosztott. A cég több európai országban is regisztrációval próbálkozik, például Svájcban, Svédországban, Spanyolországban, Hollandiában, Portugáliában és Ausztriában.
2022. június 13-án a Binance bejelentette, hogy a felhasználók meghatározatlan ideig nem tudják kivenni a Bitcoinban tárolt pénzüket, mivel a kriptovaluta értéke komoly esést szenvedett el. Két órával a bejelentés után a Bitcoin lehívás zavarmentesen folytatódhatott.
A Binance márka erős jelenléttel rendelkezik Afrikában. Binance volt a főszponzora a 2021-es Afrika Kupának. Ezenkívül a kontinens számos országában nyújt kriptooktatást.
A Binance 500 millió USD-t fektetett be a Twitter Elon Musk általi felvásárlásába, amely 2022 októberében zárult. A befektetést követően a cég bejelentette, hogy egy csapatot hoz létre, amely azon dolgozik, hogy a blokklánc és a kriptovaluták miként lehetnek integrálhatóak a Twitteren.
2022. november 8-án a Binance felajánlotta, hogy megvásárolja a rivális kriptovaluta tőzsde FTX nem egyesült államokbeli ágát (FTX.com), hogy segítsen enyhíteni az utóbbi likviditási válságát. A Binance másnap az FTX üzleti gyakorlatával és az amerikai pénzügyi szabályozó hatóságok által végzett vizsgálatokkal kapcsolatos aggályaira hivatkozva elállt az üzlettől.
2022. november 30-án a Binance megvásárolta a Sakura Exchange-et . Az akvizíció lehetővé tette a Binance számára, hogy újra jelen legyen a japán kriptovaluta piacon.
2023 júliusában több felsővezető is felmondott a cégnél. A Wall Street Journal arról számolt be, hogy a Binance több mint 1000 fővel csökkentette globális munkaerő-állományát. A CNBC jelentése szerint a létszámleépítések száma elérheti a 3000 főt 2023 végéig. Zhao nem tagadta, hogy elbocsátások történtek, de azt állította, hogy a bejelentett számok és a vezető tisztségviselők távozásának okai nem lettek pontosan tudósítva.

## Binance coin (BNB)
A cég két kriptovalutát dobott piacra, amelyeket maga fejlesztett ki: a Binance Coint (BNB) és a BinanceUSD-t (BUSD). A BNB 2017 júliusában indult, amely Ethereum alapú tokenként indult, majd később átkerült a Binance Smart Chain-re (BSC), és 2020 szeptemberében indult. A BSC később egyesült a régebbi Binance Chainnel, és átkeresztelték BNB chainre. A BNB blokklánc a proof-of-stake és a proof-of-authority konszenzus mechanizmusok kombinációja. 21 jóváhagyott validátorral rendelkezik. 2021-ben a Binance Coin volt a harmadik legmagasabb piaci kapitalizációjú kriptovaluta. A Binance lehetővé teszi felhasználóinak, hogy a kereskedési díjat BNB-ben fizessék ki.
A BNB Chain támogatja az okosszerződéseket, és kompatibilis az Ethereum virtuális géppel (EVM).
Számos kritika érte a Binance Smart Chaint a központosítás mértékével kapcsolatban, ami számos hackhez és átveréshez vezetett a hálózaton.

## BUSD
A BUSD vagy Binance USD a Binance által kibocsátott, amerikai dollárhoz rögzített stabilcoin. A Binance állítása szerint 1:1 arányban amerikai dollár fedezete van, és a tokenkibocsátó Paxosszal együttműködve alapították. A Paxos a tartalékokat csak részben tartja készpénzben az USA bankszámláján, a másik részt pedig a USAkincstárjegyekben tartja. A BUSD-t eredetileg a Paxos az Ethereum blokkláncán bocsátotta ki. A Binance úgy hozza létre a Binance-Peg BUSD-t, hogy a natív ERC-20 BUSD-t egy okosszerződésbe zárolja az Ethereum blokkláncán, és az okosszerződésben tartalékolt összegnek megfelelő Binance-Peg BUSD-t kibocsát. A Binance-Peg BUSD a BNB lánc natív tokenje.
2023 januárjában a Bloomberg arról számolt be, hogy a Binance-Peg BUSD „gyakran alulfedezett volt 2020 és 2021 között. Három különböző alkalommal a tartalékok és a kínálat közötti különbség meghaladta az 1 milliárd dollárt." A Binance szóvivője elmondta, hogy „a fedezet fenntartásának folyamata… nem mindig volt hibátlan”, de „sokat fejlődött a fokozott eltérés-ellenőrzésekkel”.
A BUSD egy széles körben használt stabilcoin, 2022-ben a piaci kapitalizáció alapján a harmadik legnagyobb stabilcoin volt a Tether (USDT) és az USD Coin (USDC) után.
A jelentések szerint a New York-i Pénzügyi Szolgáltatások Minisztériuma 2023 februárjában felszólította a Paxost, hogy hagyja abba az új BUSD tokenek mintelését.

## Jogi státusz

### Egyesült Államok
2019-ben szabályozási okokból betiltották a Binance-t az Egyesült Államokban. Válaszul a Binance és más befektetők megalapították a Binance.US-t, ami egy különálló tőzsde entitás. Célja, hogy megfeleljen az összes vonatkozó amerikai szövetségi törvénynek, de ennek ellenére hat államban be van tiltva: Hawaii, Idaho, Louisiana, New York, Texas és Vermont. 2021 májusában a Bloomberg News arról számolt be, hogy az Egyesült Államok Igazságügyi Minisztériuma és az Internal Revenue Service vizsgálatot indított Binance ellen pénzmosás és adócsalás miatt. 2022 júniusában az Egyesült Államok Értékpapír- és Tőzsdefelügyelete vizsgálatot indított a Binance ügyében, hogy megállapítsa, a vállalat 2017-es BNB token ICO-ja illegális értékpapír token eladásnak minősült-e. 2022 decemberében a Binance amerikai egysége, a Binance.US bejelentette, hogy 1,02 milliárd dolláros felvásárlás keretében megvásárolja a Voyager Digital kriptoeszközeit. Ezt az üzletet 2023 áprilisában felmondták a Binance.US azon állítása miatt, miszerint a helyi "szabályozási légkör ellenséges és bizonytalan".
2023 februárjában a Reuters arról számolt be, hogy 2021 első három hónapjában a Binance több mint 404 millió dollárt utalt át a Silvergate Banknál lévő Binance.US számlájáról a Zhao által irányított Merit Peak Ltd-nek. Catherine Coley-t, a Binance US akkori vezérigazgatóját a Binance egy másik vezetőjének küldött üzenetében idézték, amelyben azt írták, hogy "senki sem említette" a "váratlan" átutalásokat. Coley nem sokkal ezután elhagyta a Binance.US-t. A Reuters szerint az átutalások megkérdőjelezték a Binance.US állítólagos függetlenségét a Binance.com-tól. A Binance.US szóvivője szerint a Reuters jelentése "elavult információkat" használt fel, de tovább nem részletezték.
2023. március 27-én a Commodity Futures Trading Commission (CFTC) keresetet nyújtott be Binance és Zhao ellen az Egyesült Államok Illinois északi körzetének kerületi bíróságán, azt állítva, hogy szándékosan megsértették az Egyesült Államok törvényeit, és állítólag megsértették a származékos termékekre vonatkozó hatályos szabályokat. Az ügynökség azzal vádolta a Binance-t, hogy megszegte a pénzmosási műveletek megakadályozását célzó szabályokat, utalva a Hamász palesztin militáns szervezet és feltételezett bűnözők tranzakcióit leíró belső kommunikációra. A cég pénzmosással foglalkozó jelentéstevő tisztje pedig állítólag megjegyezte: "látjuk a rosszat, de becsukjuk mindkét szemünket."
2023 júniusában az Egyesült Államok Értékpapír- és Tőzsdefelügyelete (SEC) bejelentette, hogy 13 vádpontban perelte be Binance-t és Zhaót az Egyesült Államok értékpapír-szabályainak állítólagos megsértése miatt.

### Egyesült Királyság
2021 januárjában az Egyesült Királyság Financial Conduct Authority pénzfelügyelete megkövetelte a kriptoeszközökkel foglalkozó cégektől, hogy regisztráljanak a pénzmosás elleni szabályok betartása érdekében. 2021 júniusában az FCA felszólította a Binance-t, hogy hagyjon fel minden szabályozott tevékenységgel az Egyesült Királyságban. 2023 júniusában az FCA visszavonta a Binance Markets Limitednek adott nem használt engedélyeket, ami azt jelenti, hogy a vállalat „a továbbiakban nem tud szabályozott tevékenységeket és termékeket nyújtani” az Egyesült Királyságban.

### Japán
2021. június 25-én a japán Pénzügyi Szolgáltatási Ügynökség (FSA) figyelmeztette a Binance-t, hogy nem regisztrálta magát mint entitás, ami Japánban üzleti tevékenységet folytathat. Ez volt a második értesítés, amelyet a Binance kapott az FSA-tól. Korábban 2018. március 23-án adtak ki hasonló figyelmeztetést.

### Olaszország
2021 júliusában az olasz Commissione Nazionale per le Società e la Borsa elrendelte a Binance működésének blokkolását. 2022 májusában a Binance megkapta a hatósági engedélyt Olaszországban, lehetővé téve a vállalat számára, hogy digitális eszközökkel kapcsolatos szolgáltatásokat nyújtson az országban.

### Franciaország
2022 májusában a Binance megkapta a hatósági engedélyt Franciaországban, lehetővé téve a vállalat számára, hogy digitális eszközökkel kapcsolatos szolgáltatásokat nyújtson az országban. Franciaország az első európai ország, amely megadta a Binance szabályozói jóváhagyását. 2023 júniusában a párizsi ügyészség bejelentette, hogy Binance ellen ügyfelek illegális kereskedése és pénzmosás miatt indult előzetes vizsgálat.

### Németország
2021 áprilisában a német Szövetségi Pénzügyi Felügyelet figyelmeztetett, hogy a társaság bírságot kockáztat, amiért hozta nyilvánosságra az általa kibocsátott részvény tokenekre vonatkozó befektetői tájékoztatót.

### Thaiföld
A thaiföldi Értékpapír- és Tőzsdefelügyelet 2021. július 2-án büntetőfeljelentést nyújtott be a Binance ellen „a digitális eszközök üzletéről szóló BE 2561 (2018) sürgősségi rendelet értelmében”. A thaiföldi felügyelet arra hivatkozott, hogy a Binance engedély nélkül működik, ami megsérti a digitális eszközökkel foglalkozó vállalkozásokról szóló sürgősségi rendelet 26. szakaszát.
2023 májusában a thaiföldi pénzügyminisztérium kriptovaluta-kereskedelmi adott ki a Gulf Binance-nek, ami a Binance és a Gulf Innova vegyesvállalata. A Gulf Innova Sarath Ratanavadi thai milliárdos Gulf Energy Development vállalatának leányvállalata. A tőzsde állítólag még idén elindul.

### Kanada
2022. március 17-én a Binance az Ontario Securities Commission felé tett kötelezettségvállalásában megerősítette, hogy leállítja az új fiókok nyitását és a meglévő fiókokkal való kereskedést felfüggesztik az ontariói felhasználók számára.
2023 májusában a Binance bejelentette, hogy az országban szigorúbb szabályok bevezetése miatt kivonul a kanadai piacról.
2023. május 30-án arról számoltak be, hogy az Ontario Securities Commission vizsgálati végzést adott ki arra vonatkozóan, hogy a Binance tett-e lépéseket az ontariói értékpapírjog és a megfelelőségi ellenőrzések megkerülésére, mielőtt kivonult a kanadai piacról.

### Hollandia
2022 áprilisában a holland központi bank 3,3 millió eurós pénzbírságot rótt ki a Binance-re, amiért Hollandiában nyújtott szolgáltatásokat anélkül, hogy az országban regisztráltak volna. A bírságot azután szabták ki a cégnek, hogy 2021 augusztusában hivatalos figyelmeztetésben részesült. 2023 júniusában a Binance bejelentette, hogy elhagyja Hollandiát, miután nem kapta meg a hatósági jóváhagyást.

### India
2022 augusztusában az Indiai Végrehajtási Igazgatóság egy pénzmosási vizsgálat részeként befagyasztotta a Binance tulajdonában lévő WazirX tőzsde vagyonát. Az eseményt követően Zhao vezérigazgató azt állította, hogy soha nem volt a WazirX tulajdonosa, és nem volt tulajdonuk a Zanmai Labs-ban — a WazirX működési egységében — hivatkozva "néhány olyan problémára", amely megakadályozta a felvásárlást. A WazirX társalapítója, Nischal Shetty vitatta Zhao állításait, és azt állította, hogy a Binance valóban felvásárolta őket.

### Ausztrália
2023. április 6-án az Australian Securities &amp; Investments Commission visszavonta az Oztures Trading Pty Ltd. által birtokolt ausztrál pénzügyi szolgáltatási engedélyt, amely Binance Australia Derivatives (Binance) néven kereskedik.
2023. május 18-án a Binance Australia bejelentette, hogy „harmadik fél fizetési szolgáltatónk döntése miatt” elvesztette hozzáférését Ausztrália PayID fizetési rendszeréhez. Ugyanezen a napon a Westpac bank megtiltotta az ausztrál ügyfeleknek, hogy tranzakciókat folytassanak a Binance-szal.

### Nigéria
2023 júniusában a nigériai Értékpapír- és Tőzsdefelügyelet „illegálisnak” minősítette a Binance tevékenységét az országban. Nyilatkozatot adott ki, amely szerint a Binance Nigeria Limited, a Binance leányvállalata jogellenesen működik az országban. A szabályozó explicit utasította a Binance-t, hogy hagyjon fel minden tevékenységével Nigériában.

### Ausztria
2023 júniusában tudósított a Finance FWD arról, hogy a kriptotőzsde visszavonta virtuális eszköz kereskedési engedélykérelmét Ausztriában. A Binance szóvivője nem kívánt részleteket megosztani, de azt kijelentette, hogy Európában arra összpontosít a kriptotőzsde, "hogy teljes mértékben megfeleljünk a MiCA követelményeinek".

### Belgium
2023. június 23-án a belga Pénzügyi Szolgáltatások és Piacok Hatósága elrendelte, hogy a Binance „azonnali hatállyal szüntesse meg a virtuális valutaszolgáltatások nyújtását az országban”. A szabályozó szerint a Binance „olyan országokból kínált ilyen szolgáltatásokat, amelyek nem tagjai az Európai Gazdasági Térségnek ”.

### Nigéria
2024 márciusában a nigériai hatóságok adóelkerülés miatt feljelentést tettek a Binance két vezetője ellen, akiket azzal vádolnak, hogy ösztönözték a nigériai valutával, a nairával kapcsolatos spekulációt.

## Fordítás
Ez a szócikk részben vagy egészben  a   Binance című angol Wikipédia-szócikk ezen változatának fordításán alapul.  Az eredeti cikk szerkesztőit annak laptörténete sorolja fel. Ez a jelzés csupán a megfogalmazás eredetét és a szerzői jogokat jelzi, nem szolgál a cikkben szereplő információk forrásmegjelöléseként.